# Spalanie

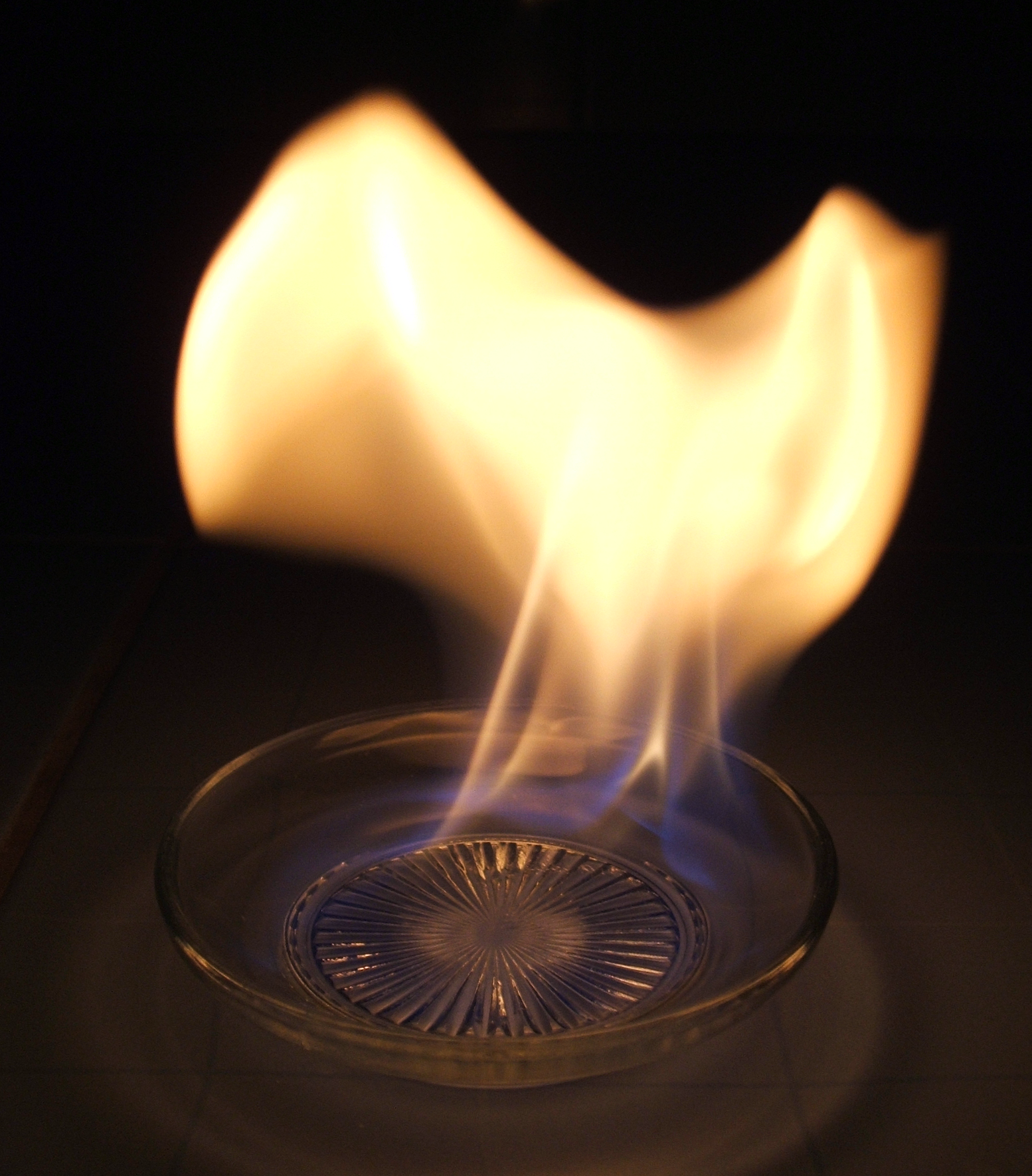
Spalanie spirytusu

Spalanie – egzotermiczna reakcja chemiczna przebiegająca między materiałem palnym lub paliwem a utleniaczem, z wydzieleniem ciepła i światła. Paliwa i utleniacze mogą występować w trzech stanach skupienia: gazowym, ciekłym i stałym. Powszechnie dostępnym utleniaczem gazowym jest tlen zawarty w powietrzu. Utleniacze ciekłe i stałe są stosowane w silnikach rakietowych. 
W języku potocznym terminem tym określa się też procesy utleniania zachodzące w organizmach żywych (oddychanie komórkowe), mimo że nie towarzyszy temu żaden efekt świetlny.
Są trzy typy zapoczątkowania reakcji spalania:
- zapłon – punktowy bodziec energetyczny (np. zapałka, iskra itp.)
- samozapłon – ciągły bodziec energetyczny (np. strumień ciepła elementów grzejnych)
- samozapalenie – proces samorzutnego zapoczątkowania reakcji spalania przy pomocy przemian zachodzących w samym materiale na drodze fizycznej i chemicznej.

Zależnie od zastosowanego materiału palnego wyróżnia się spalanie:
- homogeniczne – charakterystyczne dla mieszanin gazów palnych, par cieczy z powietrzem.
- heterogeniczne – dotyczy spalania ciał stałych, charakterystyczne jest żarzenie na powierzchni zetknięcia się ciała stałego z tlenem, przykładem jest spalanie węgla drzewnego, sadzy, niektórych metali.
- homogeniczno-heterogeniczne – najczęściej występujące spalanie przejściowe, przykładem surowca jest węgiel kamienny.

W zależności od sposobu wymieszania paliwa z powietrzem wyróżnia się:
- spalanie dyfuzyjne – występuje przy braku wstępnego wymieszania paliwa z powietrzem, tak spalają się ciała stałe, ciecze swobodnie parujące, czyste gazy na końcu palnika. Spalanie dyfuzyjne jest stosunkowo łatwo przerwać.
- spalanie kinetyczne – spalanie homogenicznej mieszaniny paliwa (gazu lub par) z powietrzem, lub w przypadku pseudohomogenicznej mieszaniny np. pyłu ciała stałego lub mgły w powietrzu. Przerwanie spalania kinetycznego jest trudniejsze.